# Kottbusser Tor (tunnelbanestation)
Kottbusser Tor är en av Berlins tunnelbanas stationer på linje U1, U3 och linje U8 som öppnades 1902 (högbana) och 1928 (tunnelbana). Många berlinare kallar området för Kotti. Stationen på linje U1 är en av flera utomhusstationer på en lång viadukt som går ovanför gatorna. Stationen är lokaliserad på Kottbusser Tor i centrala Kreuzberg.

## Historia
Den ursprungliga stationen öppnade för trafik 15 februari 1902 och låg då öster om Kottbusser Tor. Dagens station togs i trafik 1928 i samband med att den underjordiska nord-sydgående linjen (idag linje U8) började trafikera. Sedan dess ligger högbanestationen mitt på Kottbusser Tor. 

## Galleri

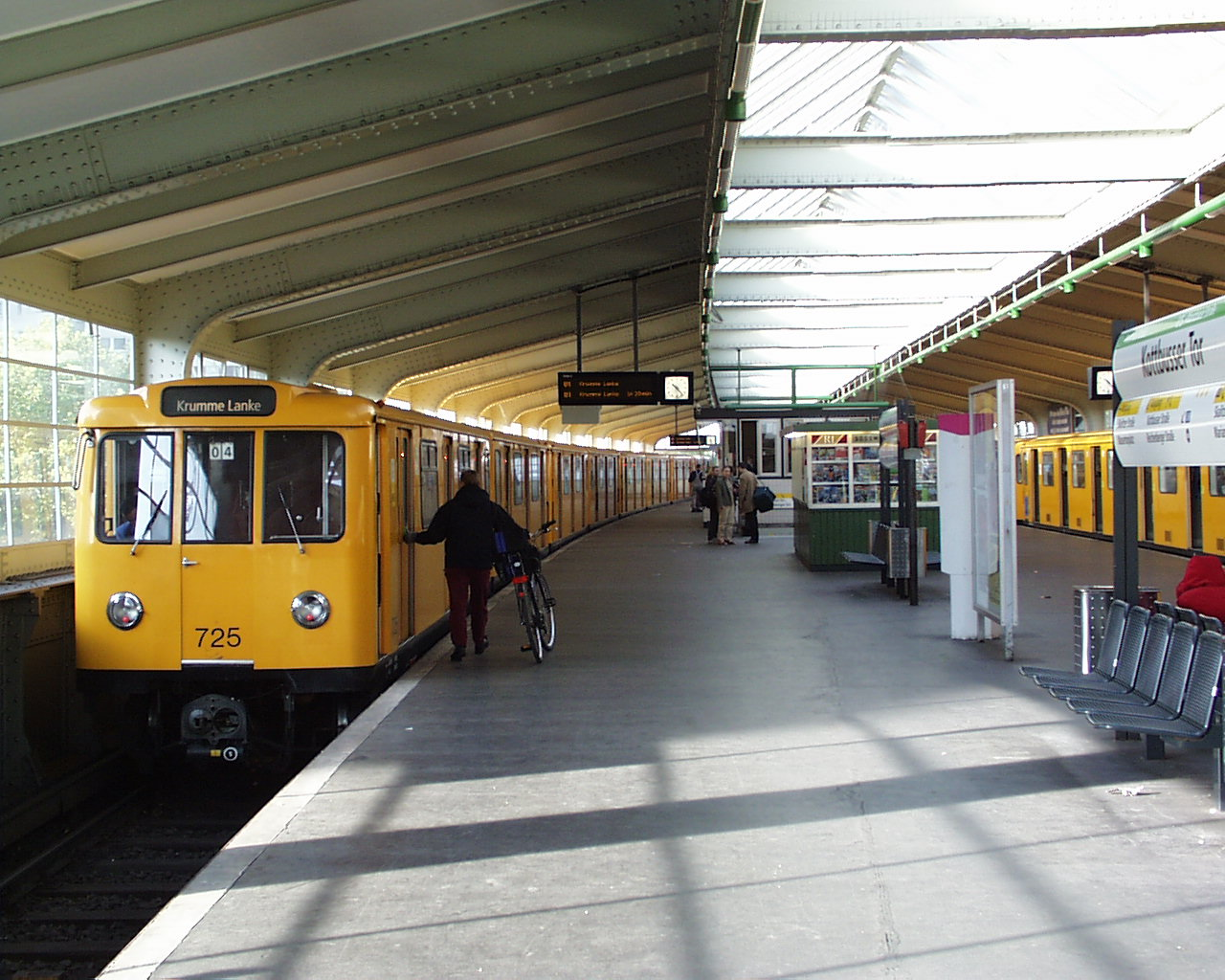
Kottbusser Tor, perrongen på linje U1 och U3
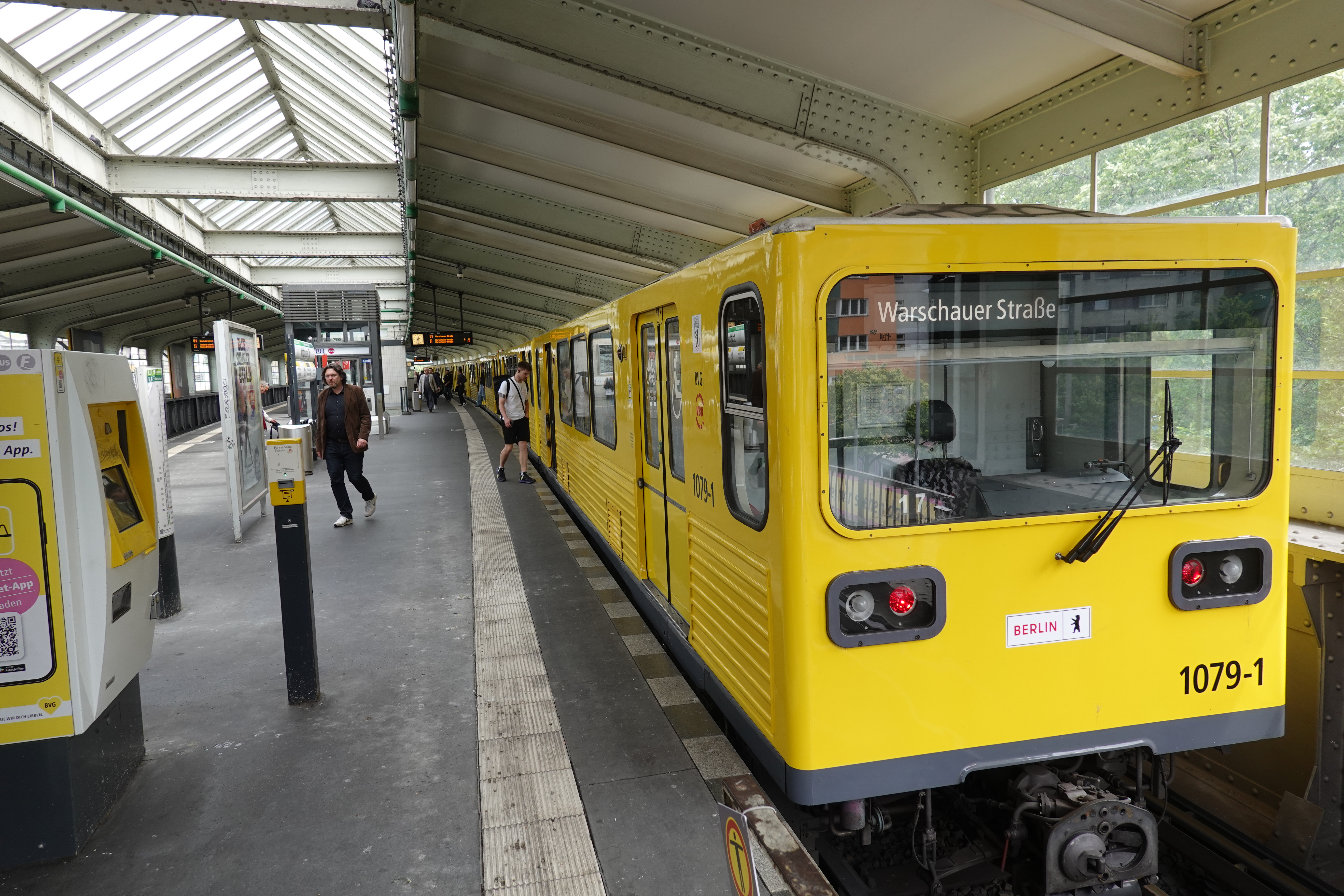
Linje U1 och U3
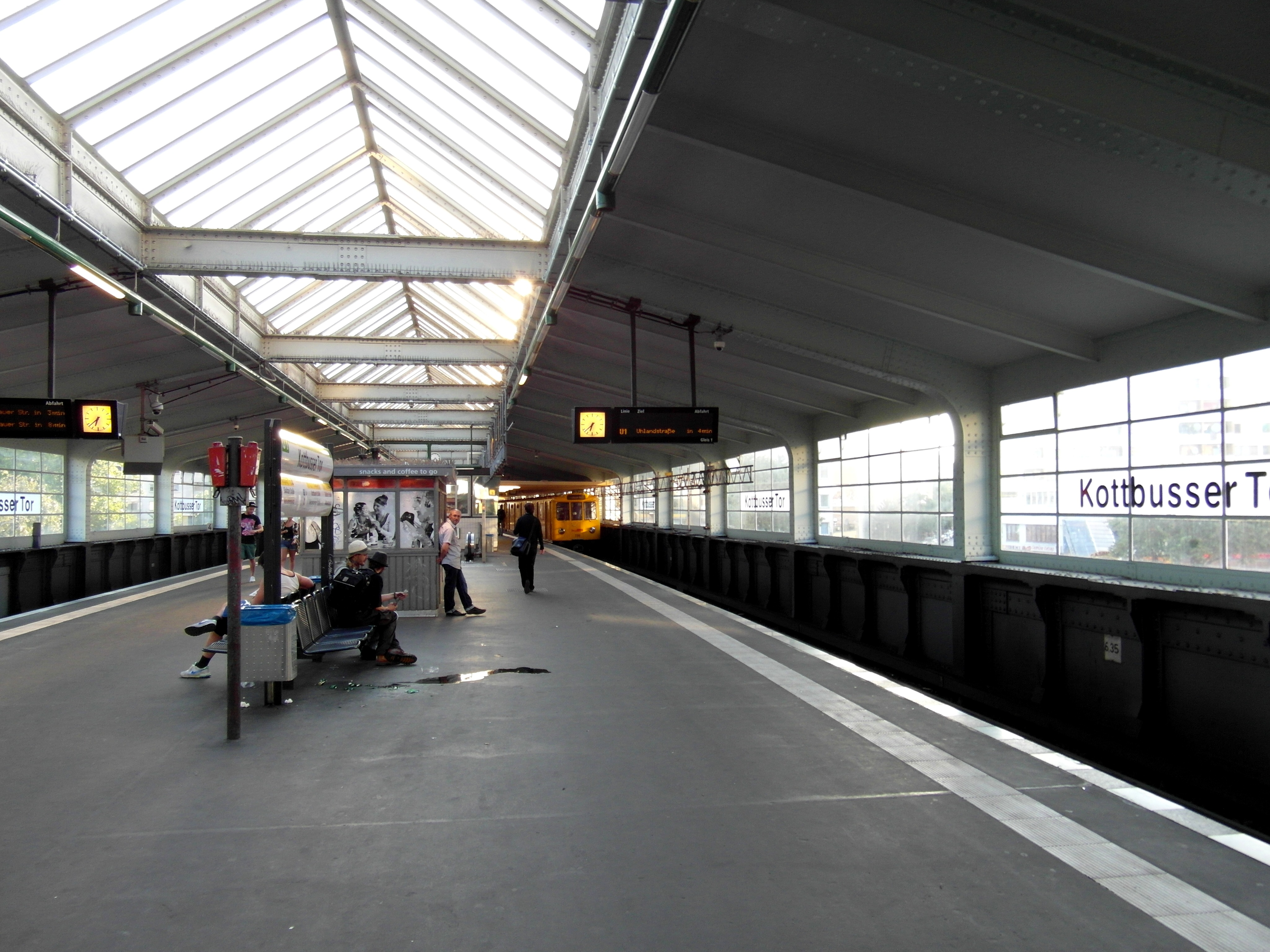
Linje U1 och U3
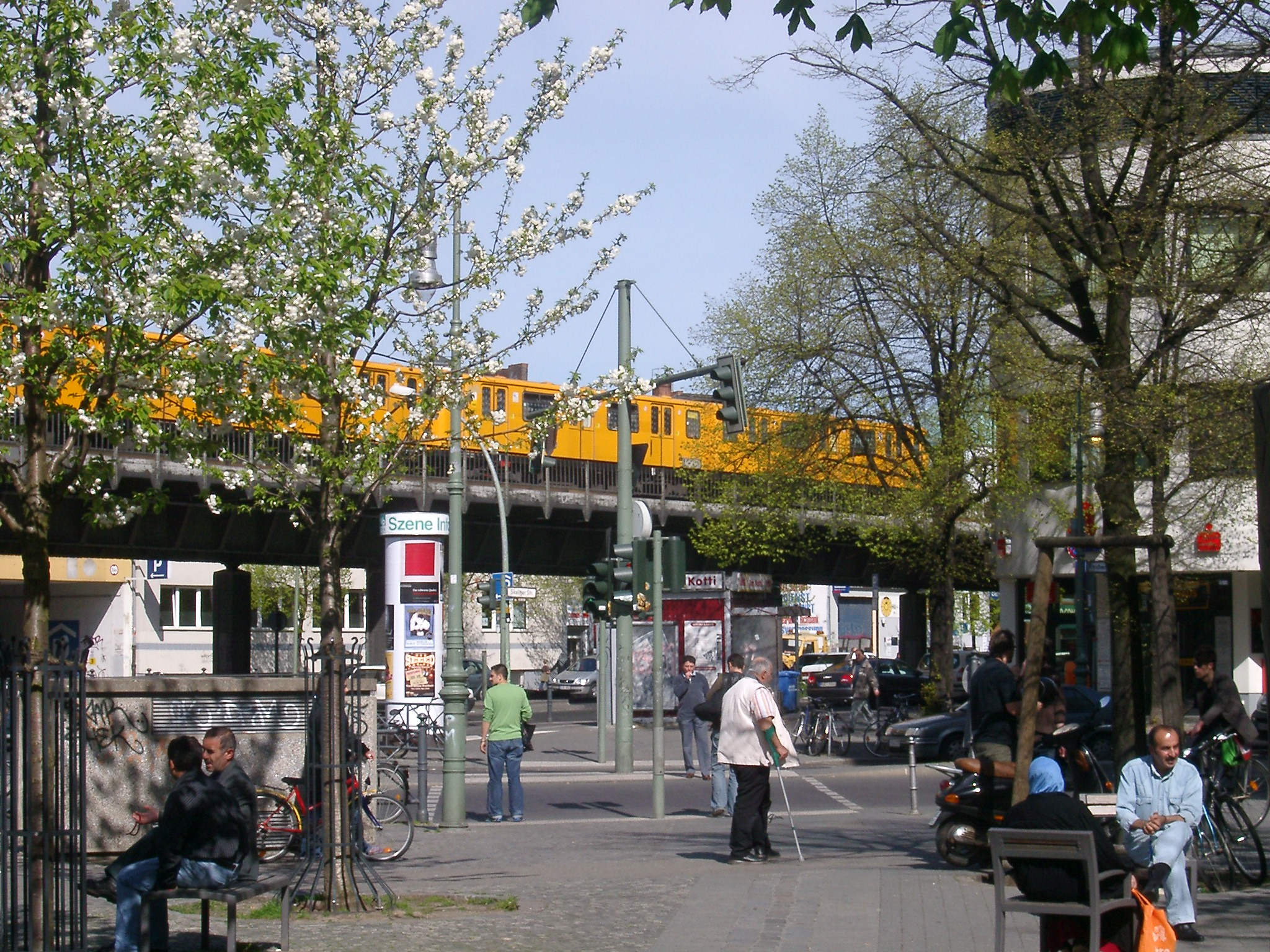
Kottbusser Tor
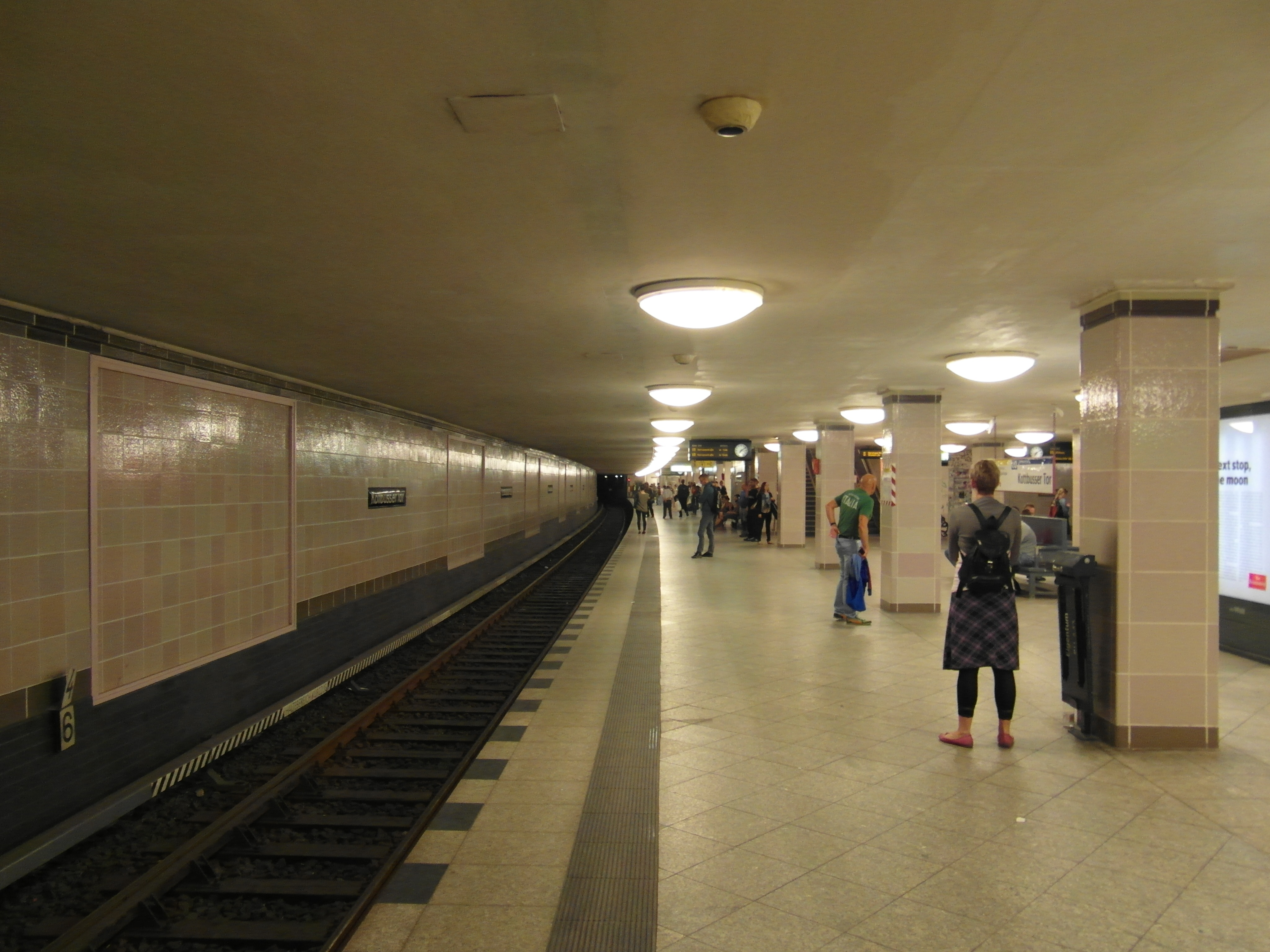
Kottbusser Tor, perrongen på linje U8
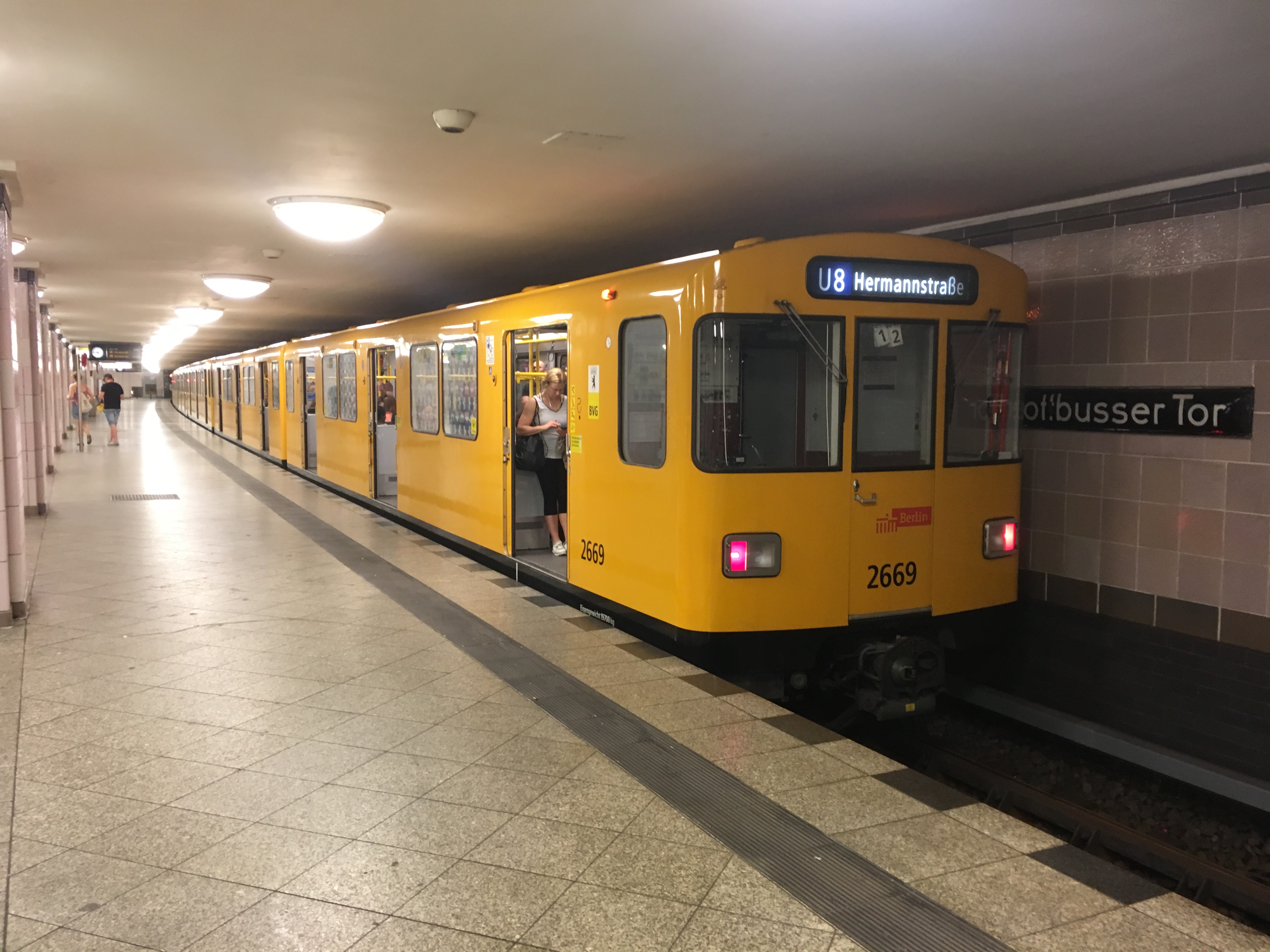
Linje U8
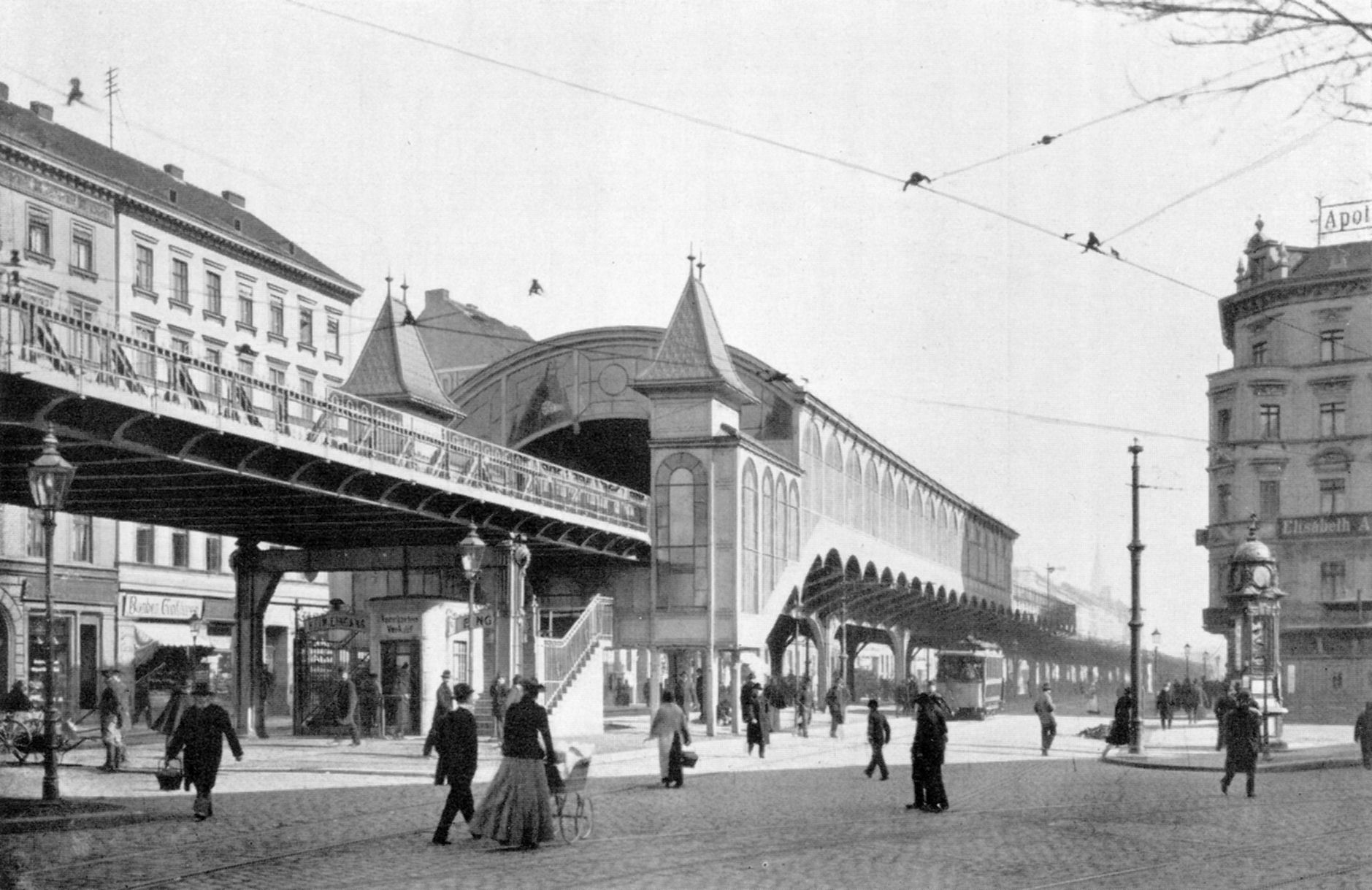
Kottbusser Tor station 1902
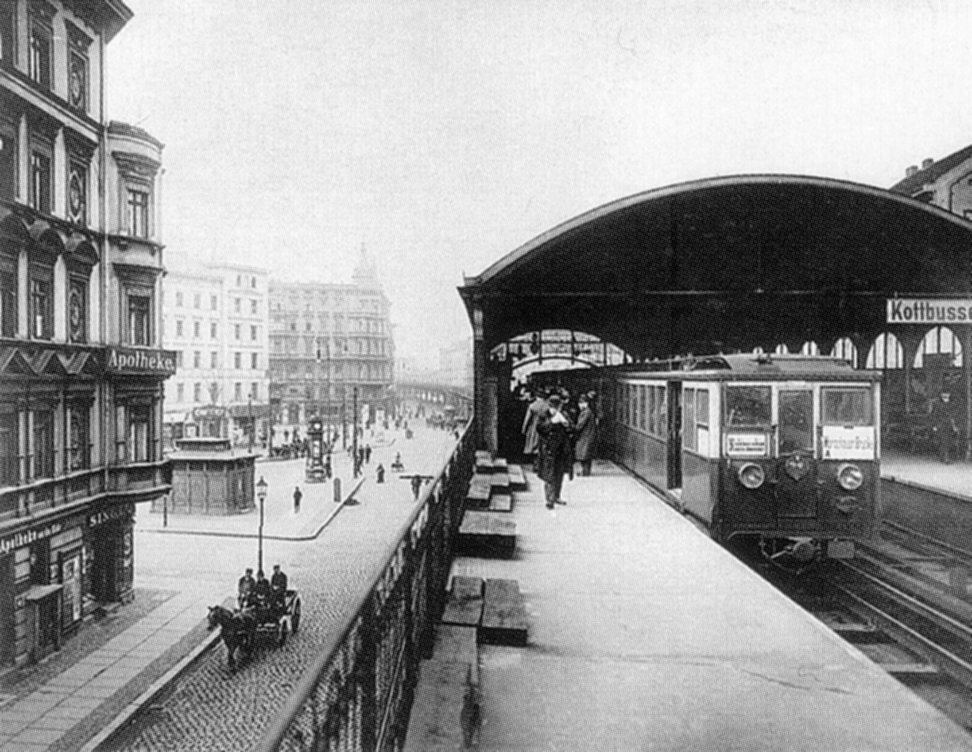
Kottbusser Tor station 1904